# Нил, Джордж
Джордж Нил (англ. George D. Neal; 7 октября 1853, округ Амилия, Виргиния — 13 июля 1916, Навасота, Техас) — американский политик, 21-й вице-губернатор Техаса.

## Биография
Джордж Нил родился 7 октября 1853 года в округе Амилия, штат Виргиния, в семье доктора Томаса Нила и Элизабет Хаскинс. В 1866 году он вместе с семьёй переехал в Техас, где его отец стал работать врачом в Вашингтоне-на-Бразосе. После окончания школы Нил получил образование в Бейлорском университете, а затем год проучился в Техасском университете.
Некоторое время Нил служил заместителем секретаря округа Остин, изучал юриспруденцию, и в 1878 году был принят в коллегию адвокатов Белвилла. В 1881 году он переехал в Навасоту. С 1884 по 1886 год Нил служил судьёй округа Гримс, в 1888—1896 годах — адвокатом в Навасоте, а в 1896 году был избран в Сенат Техаса, чтобы закончить оставшийся срок У. П. Маккомба. Через год он был переизбран на следующий термин, и занимал эту должность до 1902 года.
В 1903—1907 годах Нил был вице-губернатором Техаса. В 1907 году он вернулся в Навасоту, где до своей смерти 13 июля 1916 года занимался адвокатской практикой.

### Личная жизнь
7 октября 1880 года Нил женился на Фанни Брукс; у них родились двое детей.